# ホワイ (D Mobの曲)
「ホワイ」 (Why)は、イギリスの音楽プロデューサーでありリミキサーでもあるD Mobがキャシー・デニスをフィーチャリングして発表した楽曲。この曲はFFRRよりデニスのセカンド・アルバム『イントゥ・ザ・スカイライン』から4枚目のシングルとして発売された。アルバムからシングルカットされた前シングルからは丸々一年間が空いての発売だった。イギリスでは全英シングルチャートで23位を記録し、ダンス・シングル・チャートでは7位、クラブ・チャートでは1位を記録するなどアルバムの中でも成功したシングルになった。「ホワイ」は1993年12月に亡くなったフィリップ・ホールに捧げられた。

## 収録曲
- UK CDシングル

1. "Why" (Radio Edit)
2. "Why" (Tee's Radio Edit)
3. "Why" (R&B Edit)
4. "Why" (Monster Club Mix)
5. "Why" (Tee's Club Mix)
6. "Why" (Dean Street mix)

## チャート
| チャート (1994)                | 最高 順位 |
| ------------------------------ | --------- |
| ヨーロッパ (Eurochart Hot 100) | 63        |
| UK シングルス (OCC)            | 23        |
| UK Dance (Music Week)          | 7         |
| UK Club Chart (Music Week)     | 1         |